# Řád dvou Nilů
Řád dvou Nilů (arabsky وسام النيلين‎) je státní vyznamenání Súdánské republiky založené roku 1961. Udíleno je za služby státu v civilní či vojenské oblasti.

## Historie a pravidla udílení
Řád byl založen dne 16. listopadu 1961. Udílen je za civilní a vojenské služby státu.

## Třídy
Řád je udílen v pěti třídách:
- I. třída – Tato třída je udílena hlavám států.
- II. třída – Tato třída je udílena ministrům a generálům.
- III. třída – Tato třída je udílena plukovníkům, podplukovníkům a civilistům podobného postavení. Řádový odznak se nosí na stuze kolem krku.
- IV. třída – Tato třída je udílena majorům a kapitánům a civilistům podobného postavení. Řádový odznak se nosí na stužce s rozetou nalevo na hrudi.
- V. třída – Tato třída je udílena poručíkům a nižším hodnostem a civilistům podobného postavení. Řádový odznak se nosí na stužce bez rozety nalevo na hrudi.

## Insignie
Řádový odznak má tvar pozlacené deseticípé hvězdy. Skládá se ze dvou pěticípých hvězd postavených do superpozice. Uprostřed je kulatý bíle smaltovaný medailon s modře smaltovaným nápisem arabským písmem znamenajícím Dva Nily. Ke stuze je odznak připojen pomocí přechodového prvku ve tvaru přívěsku s vyobrazením nosorožce. U II. typu insignií má přechodový prvek podobu státního znaku Súdánu.
Řádová hvězda má shodnou podobu s řádovým odznakem.
Stuha je modrá se dvěma bílými pruhy.